# Calcasieu Parish
Calcasieu Parish (franska: Paroisse de Calcasieu) är ett administrativt område, parish, i delstaten Louisiana, USA. År 2010 hade området 192 768 invånare. Den administrativa huvudorten är Lake Charles.

## Geografi
Enligt United States Census Bureau har countyt en total area på 2 834 km². 2 774 av den arean är land och 60 km² är vatten.  

### Angränsande områden
- Beauregard Parish - norr
- Jefferson Davis Parish - öster
- Cameron Parish - söder
- Orange County, Texas - väster
- Newton County, Texas - nordväst

### Orter
- Carlyss
- DeQuincy
- Gillis
- Hayes
- Iowa
- Lake Charles (huvudort)
- Moss Bluff
- Prien
- Starks
- Sulphur
- Vinton
- Westlake